# Ectropis spoliataria
Ectropis spoliataria là một loài bướm đêm trong họ Geometridae.